# 놋쇠지구의
놋쇠지구의는 세계지도를 청동제 구상(球狀)에 그린 것이다.기록에는 소현세자가 청나라에서 선교사 탕약망(湯若望, 벨베스트)로부터 여지구(輿地球)를 받아 가지고 왔다고 하나 현재 전해지지 않고 있다. 또 조선 현종 10년(1669)에 송이영(宋以潁)이 만든 혼천시계(渾天時計)에 지구의가 남아 있기는 하지만, 그것은 지구의 자체를 목적으로 만든 것은 아니다. 
지구의는 남ㆍ북극을 축으로 하여 회전할 수 있게 물푸레나무를 파서 만든 사발 모양 받침대에 남ㆍ북축이 수평이 되게 걸쳐놓았다. 지구의에는 10°간격의 경선(經線)과 위선(緯線)이 그려져 있고, 북회귀선과 남회귀선, 그리고 태양의 길인 황도가 그려져 있다. 황도에는 태양의 움직임에 따른 계절의 변화를 나타내는 24절기가 표시되어 있다. 지도는 남극대륙을 제외한 대부분의 세계지도가 그려져 있고 한자로 된 각 나라의 이름이 표시되어 있다. 받침대인 목발(木鉢) 아가리에는 360°의 눈금을 새겨 넣은 청동제의 둥근 고리를 만들어 붙였다.
이 유물에 대하여 김양선(金良善)은 그의 논문 <한국고지도연구초(韓國古地圖硏究抄)-세계지도(世界地圖)->에서 최한기(崔漢綺, 1803∼1877)가 만든 것으로 보았다. 즉, 이 유물이 1954년 봄에 최한기가 자필 서술한 ≪지구전요(地球典要)≫ 6책과 함께 수장되었던 점을 들고 있다. 그러면서 지구의에 그려진 세계지도의 내용이 최한기의 <지구전도(地球前圖): 동반구도(東半球圖)>와 <지구후도(地球後圖): 서반구도(西半球圖)>와 비교할 때, 윤곽이나 지명 등이 똑같는 사실도 지적하고 있다. 
이 유물의 저본이 된 최한기의 ≪지구전요≫는 13권으로 된 세계 지리지이다. 

## 참고 자료
- 본 문서에는 서울특별시에서 지식공유 프로젝트를 통해 퍼블릭 도메인으로 공개한 저작물을 기초로 작성된 내용이 포함되어 있습니다.